# Nước mắm Phan Thiết
Nước mắm Phan Thiết là tên gọi chung các loại nước mắm xuất xứ từ Phan Thiết, một địa phương có nghề làm nước mắm truyền thống.

## Lịch sử
Nước mắm Phan Thiết thuộc loại "lão làng" và đã có mặt ở hầu hết tại các thị trường trong nước. Nước mắm Phan Thiết đã có từ thời Phan Thiết có tên là Tổng Đức Thắng (1809). Những nhà làm nước mắm khi đó đã làm được nhiều nước mắm và bán ở Đàng Ngoài. Đến đầu thế kỷ 20, nước mắm Phan Thiết đã có một nhãn hiệu nổi tiếng là nước mắm Liên Thành, được bán rộng rãi trong Nam ngoài Trung.
Về mặt thương hiệu, từ năm 2007, tên gọi này đã được luật hoá khi Ủy ban nhân dân tỉnh Bình Thuận đăng ký bảo hộ vô thời hạn trên lãnh thổ Việt Nam để chứng nhận xuất xứ cho các loại nước mắm được chế biến theo đúng tiêu chuẩn chất lượng và An toàn vệ sinh thực phẩm (ATVSTP) trong địa bàn tỉnh. Tuy nhiên, ngoài Việt Nam, trước đó 8 năm, từ ngày 1 tháng 6 năm 1999 một công ty tên là Kim Seng, trụ sở tại California (Mỹ) đã đăng ký thương hiệu "nước mắm nhỉ thượng hạng Phan Thiết" tại Văn phòng bản quyền sáng chế và nhãn hiệu thương mại Hoa Kỳ .

## Nguyên liệu
Nước mắm Phan Thiết chủ yếu được làm từ cá cơm và nhiều loài các khác tùy vào mỗi lần tàu về và muối hạt.
Có nhiều loại cá cơm như cá cơm sọc tiêu, cơm than, cơm đỏ, sọc phấn, phấn chì, cơm lép... nhưng ngon nhất là cá cơm than và sọc tiêu. Cá cơm, xuất hiện từ tháng tư cho đến tháng tám âm lịch, là loại cá nhỏ, con to chỉ bằng ngón tay út hay bằng chiếc đũa, nhưng phân rã thành mắm nhanh, nên thời gian thành nước mắm cũng ngắn. Tuy nhiên, nhiều nhà làm nước mắm lâu năm cho biết chất lượng còn phụ thuộc vào thời gian đánh bắt cá, nhất là cá tháng tám, con nào cũng đều béo mập thì nước mắm mới ngon và đạt độ đạm cao nhất.

## Cách chế biến

### Chế biến trong thùng lều
- Nước mắm ủ trong thùng (giống cách làm của nước mắm Phú Quốc):

Người ta dùng loại thùng gỗ hình trụ gọi là thùng lều, cao 2 - 2,5 m, đường kính 1,5 – 2 m, dung tích từ 2.5-8 m3 để muối cá. Sở dĩ người ta phải dùng loại gỗ mềm như bằng lăng, mít, bờ lời để làm thùng là vì khi "niền" lại bằng dây song, chạy quanh mặt ngoài thân thùng, các mảnh gỗ được siết chặt vào nhau, không còn khe hở.
Cá cơm đánh bắt về được chọn lựa kỹ, bỏ những con to hay nhỏ quá hoặc không tươi. Cá được đem vào muối không cần rửa lại vì trước khi đem lên bờ, cá đã được rửa bằng nước biển. Khi muối tỷ lệ thường dùng là 10 cá 4 muối, hay 3 cá 1 muối . Hai thành phần đó trộn chung cho thật đều mà không để nát, gọi là chượp. Sau khi cho chượp vào đầy thùng lều thì phủ lên cá kè đã được kết lại như tấm chiếu, rải một lớp muối lên trên rồi cài vỉ tre trên mặt và xếp đá đè xuống.
Sau 2-4 ngày người ta mở nút lù có cụm lọc ở đáy thùng lều tháo dịch cá chảy ra. Dịch này gọi là nước bổi, do các enzymes trong ruột cá giúp thủy phân phần nội tạng cá mà thành. Nước bổi có thành phần đạm, nhưng có mùi tanh, chưa ăn được, thường được lọc bỏ váng bẩn để làm nước châm vào các thùng chượp đã chín nhằm tăng độ đạm.
Sau khi nước bổi rút, chượp trong thùng xẹp xuống và bắt đầu quá trình thủy phân chính. Tác nhân chính của quá trình này là một loại vi khuẩn kỵ khí thì cần thời gian từ 8-18 tháng thì mới thủy phân xong thân cá. Khi quá trình này hoàn thành, tức chượp chín, thì nước mắm hình thành trong suốt với màu từ vàng rơm tới nâu đỏ cánh gián (tuỳ theo từng mẻ cá) không còn mùi tanh mà có mùi thơm đặc trưng.
Nước nhất được rút từ thùng lều được gọi là nước mắm nhỉ - hoàn toàn từ thân cá thủy phân mà thành. Sau khi đã rút nước nhỉ, người ta đổ nước châm vào để rút tiếp nước hai gọi là nước mắm ngang. Mỗi lần rút, độ đạm càng giảm, nên để có sản phẩm có độ đạm đồng nhất bán ra thị trường, người ta phải đấu trộn các loại nước mắm có độ đạm khác nhau.

### Chế biến trong lu
Đây là phương pháp làm nước mắm phổ biến ở Phan Thiết, đặc biệt là trong các cơ sở nhỏ. Cách ướp chượp, tỷ lệ cá và muối, vẫn theo cách dùng thùng lều. Điểm khác biệt là chượp ướp trong lu và lu được đậy kín phơi ngoài trời thay vì để trong nhà như thùng lều. Bằng cách này, nhiệt độ trong lu thường cao hơn, chượp mau chín hơn.

## Độ đạm của nước mắm

### Độ đạm dinh dưỡng
Quá trình thủy phân của chượp thường đi song song với quá trình phân huỷ của các vi khuẩn gây thối, vì thế, thành phần đạm của nước mắm bao gồm 2 sản phẩm của 2 quá trình đó, tức là đạm dinh dưỡng và đạm urê (tức đạm thối). Tỷ lệ đạm dinh dưỡng trong nước mắm càng cao, thì nước mắm càng ngon. Tỷ lệ trung bình ở các loại nước mắm ngon chiếm khoảng 60-70% đạm tổng.
Tuy nhiên, theo luật định, độ đạm mà nhà sản xuất khai báo trên bao bì chỉ là đạm tổng, không phải là đạm dinh dưỡng.

### Nước mắm cao đạm
Bằng phương pháp ủ chượp - kéo rút thông thường, nước mắm nhất - tức nước nhỉ - chỉ có độ đạm khoảng 28-30oN. Để có nước mắm nhỉ cao đạm từ 35-37 độ, một mặt người ta phải chọn được cá tốt, tỷ lệ thịt cao, tươi ngon, một mặt khác phải rút kiệt nước bổi để giảm lượng nước có trong thùng chượp.
Để đưa độ đạm cao hơn, người ta phải đôn đạm. Phương pháp này thường sử dụng nước hoa cà (nước mắm chưa ngấu) có độ đạm khoảng 22-28o làm nước châm để kéo rút lần lượt qua nhiều thùng lều liên tiếp, mỗi một thùng sẽ làm tăng vài độ đạm. Tuy nhiên, độ đạm kỷ lục có thể đạt được cho đến hiện nay chỉ là 42-43o và chỉ có một số rất ít doanh nghiệp nước mắm ở Phan Thiết có thể làm được.

## Khác biệt
Khác biệt chung nhất, dễ nhận thấy nhất của nước mắm Phan Thiết so với nước mắm Phú Quốc và các vùng khác là màu vàng rơm (nếu nguyên liệu là cá cơm) hay màu nâu nhạt (cá nục), trong sánh, có mùi thơm nồng và vị ngọt đậm do đạm cao . Khác biệt đó của nước mắm Phan Thiết được giải thích vì quá trình ủ chượp dưới trời nắng và gió - nhiệt độ trung bình cao, độ ẩm thấp tác động tích cực đến cơ chế lên men - điều mà khó có địa phương nào được ưu đãi như vùng cực Nam Trung bộ.
Ngay trong làng nghề nước mắm ở Phan Thiết, cũng có 3 khu vực sản xuất nước mắm ít nhiều khác nhau:
- Khu vực phường Thanh Hải: Chủ yếu là các hàm hộ (nhà làm nước mắm) nhỏ, sản phẩm nước mắm vừa mặn, có màu cánh gián đẹp (nhưng để lâu dễ bị xuống màu), độ đạm trung bình. Tại đây còn sản xuất ra các sản phẩm gốc mắm như: mắm nêm, mắm tôm, mắm ruốc...
- Khu chế biến nước mắm Phú Hài: Đây là khu vực sản xuất quy mô tương đối lớn, sản phẩm nước mắm có độ mặn truyền thống.
- Khu vực phường Hàm Tiến-Mũi Né: nước mắm tại khu vực này có thể nói là tốt nhất vì nguyên liệu làm từ cá cơm và không có phụ gia. Tuy nhiên, sản phẩm sản xuất ra rất hạn chế.